# Conzzeta
Die Conzzeta AG war eine international tätige Schweizer Industriegruppe mit einer breiten Diversifikation und Kotierung an der SIX Swiss Exchange. Ihre Aktivitäten lagen in den Bereichen Maschinenbau, Sportartikel, Schaumstoffe, grafische Beschichtungen und Anlagenbau.

## Geschichte
Das Unternehmen wurde 1912 von Jacob Schmidheiny II., dem Mitglied der 2. Generation der Familiendynastie Schmidheiny, durch den Zusammenschluss von fünf Ziegeleien als Zürcher Ziegeleien gegründet. Die Führung blieb lange Zeit in der Familie Schmidheiny. Auf Jacob II folgte sein Sohn Peter Schmidheiny, darauf dessen Sohn Jacob III. Jacob III trat sein Amt als Verwaltungsratspräsident 2014 an Ernst Bärtschi ab.
Unter Jacob III begann die Diversifikation in Bereiche ausserhalb der Baustoffindustrie.
Mit der Übernahme der im Schaumstoffgeschäft tätigen Fritz Nauer Gruppe (später FoamPartner) 1980 und der im Seil- und Sportartikelgeschäft tätigen Arova Lenzburg AG (später Mammut Sports Group AG) 1982 begannen die Zürcher Ziegeleien den Aufbau neuer Geschäftsbereiche.
1987 stieg das Unternehmen mit der Übernahme der Schmid Rhyner AG auch ins Baufarbengeschäft ein und expandierte diesen Bereich 1988 durch die Übernahme der Siegfried Keller AG und der Roth & Cie. AG.
1992 übernahm das Unternehmen die Reisgies Schaumstoffe GmbH und gründete die ZZ Immobilien AG (später in Plazza Immobilien umfirmiert). Im gleichen Jahr gab sich die Zürcher Ziegeleien aufgrund der mittlerweile stark diversifizierten Geschäftsfelder eine Holdingstruktur.
1993 erfolgte die Übernahme der auf Skiwachs und Pflegeprodukte spezialisierte Toko AG. Mit der Übernahme der Bystronic-Gruppe 1994 stieg die Zürcher Ziegeleien Holding in den Maschinen- und Anlagenbau ein und expandierte diese Sparte 1997 durch die Übernahme der Hämmerle AG.
Mit dem Verkauf der Ziegelei- und Betonwarengeschäfte in der Westschweiz 1996 und 1997 begann der Ausstieg aus dem ursprünglichen Kerngeschäft der Zürcher Ziegeleien. Das Unternehmen änderte daraufhin seinen Unternehmensnamen von Zürcher Ziegeleien Holding auf zunächst ZZ Holding AG. Der vollständige Rückzug aus dem Ziegeleigeschäft erfolgte 1999 durch den Verkauf der Bereiche Ziegeleiprodukte, Dämmmaterialien und Kamine an die Wienerberger AG. Die ZZ Holding wurde daraufhin in den heute gültigen Unternehmensnamen Conzzeta AG geändert.
Die Conzzeta verbreitete in der Folge ihre Geschäftsbasis durch weitere Zukäufe und verkaufte nicht zum Kerngeschäft zählende Bereiche.
Zu den Akquisitionen zählen die auf Handhabungsanlagen spezialisierte Robert Seckler AG (2000), der Sportartikeldistributor Climb High Inc. (USA) und der norwegische Schlafsackhersteller Ajungilak ASA (2001), der Maschinenhersteller AFM Fabtek und die Beyeler-Gruppe (2002), der Maschinenhersteller Armatec Vierhaus GmbH, der Verpackungshersteller Büttikofer AG und die Schuhmarke Raichle (2003), die Vertriebsgesellschaften Pullmax Ltd UK und Pullmax Scandinavia AB durch Bystronic (2005), die nordamerikanische Automationsunternehmen Cox Automation Systems, LLC (2006) und das asiatische Automationsunternehmen Excel Precision Sdn. Bhd. (2006).
Unter den verkauften Unternehmen oder Geschäftsaktivitäten befindet sich die Hard AG und die Beteiligung an der auf Bauprodukte spezialisierte Marmoran AG (2002) sowie das Baufarbengeschäft (SWISS LACK Gruppe), die Geschäftsaktivitäten der PREBETON SA und die Geschäftsaktivitäten der Siegfried Keller AG (2006).
2008 erfolgte die Übernahme des spezialisierten Schaumstoffverarbeiters Kureta GmbH & Co. KG in Deutschland durch FoamPartner.
Zum 100-jährigen Jubiläum 2012 entstand das Buch mit dem Titel Loslassen und Anpacken – Hundert Jahre Wandel und Innovation. Von den Zürcher Ziegeleien zur Conzzeta. Es dokumentiert die Unternehmensgeschichte mit Bildern aus zum Teil privaten Sammlungen.
2014 übernahm FoamPartner den Akustikspezialisten Benien, ein Entwickler und Lieferant von akustisch und thermisch wirksamen Bauteilen. Damit erweiterte FoamPartner das Portfolio der strategischen Geschäftseinheit Technische Schaumstoffe.
Im selben Jahr devestierte Conzzeta den Geschäftsbereich Automation.
2015 spaltete Conzzeta den Geschäftsbereich Immobilien ab. Die zu diesem Zweck neu gegründete PLAZZA AG ist an der SIX Swiss Exchange kotiert.
2017 übernahm Conzzeta den Schaumstoffhersteller Otto Bock Kunststoff aus Duderstadt und gliederte diesen in die Geschäftseinheit FoamPartner ein.
Anfang 2019 wurde Bystronic glass von Glaston übernommen.
Im Dezember 2019 wurde die Absicht veröffentlicht, sich von den Sparten Sportartikel, Schaumstoffe und grafische Beschichtungen zu trennen, um sich ausschliesslich auf die Blechbearbeitung zu konzentrieren.
Am 10. November 2020 gab Conzzeta bekannt, dass eine Einigung zum Verkauf der Schaumstoffsparte an das belgische Unternehmen Recticel, unterzeichnet wurde.
Im April 2021 wurde bekanntgegeben, dass Mammut an die Londoner Investmentgesellschaft Telemos Capital verkauft wird.
Anfang Mai 2021 ist die Umbenennung von Conzetta in Bystronic AG erfolgt, nachdem Blechbearbeitungsmaschinen zum einzigen Geschäftsbereich geworden sind.